# جيف نيومان (مقدم تلفزيوني)
جيف نيومان (بالإنجليزية: Jeff Newman)‏ هو مقدم تلفزيوني أسترالي، ولد في 4 فبراير 1944 في Cottesloe, Western Australia ‏ في أستراليا.